# ナラヤンガンジ
ナラヨンゴンジ（ベンガル語: নারায়ণগঞ্জ, Narayanganj）は、バングラデシュの都市。ダッカ管区のナラヨンゴンジ県の中心都市。首都のダッカから程近く、人口は約22万人。シトロッカ川沿いの港町で、港はバングラデシュ最古の港の一つ。ジュート貿易が盛んで、ジュートの加工工場もあり、バングラデシュの繊維産業の中心地。世界で最初にジュート産業が発展したスコットランドのダンディーにちなんで、「バングラデシュのダンディー」という愛称でも呼ばれている。